# سوفیا نالپینسکا-بویچوک
سوفیا نالپینسکا-بویچوک (انگلیسی: Sofiya Nalepinska-Boychuk; ۳۰ ژوئیهٔ ۱۸۸۴ – ۱۱ دسامبر ۱۹۳۷) نقاش اهل امپراتوری روسیه بود.